# Raoul-Leon-Camille-Joseph Baron de Hennin de Boussu-Walcourt
Raoul-Leon-Camille-Joseph Baron de Hennin de Boussu-Walcourt, belgijski general, * 13. marec 1879, † 27. maj 1965.